# Daigo Watanabe
Daigo Watanabe (Japans: 渡邉 大剛, Watanabe Daigō) (Nagasaki, 3 december 1984) is een Japans voetballer.

## Carrière
Daigo Watanabe speelde tussen 2003 en 2010 voor Kyoto Sanga FC. Hij tekende in 2011 bij Omiya Ardija.